# Graniczna Placówka Kontrolna Łupków
Graniczna Placówka Kontrolna Łupków – zlikwidowany pododdział Wojsk Ochrony Pogranicza wykonujący kontrolę graniczną osób, towarów i środków transportu bezpośrednio przejściu granicznym na granicy państwowej z Czechosłowacją.
Graniczna Placówka Kontrolna Straży Granicznej w Łupkowie – zlikwidowana graniczna jednostka organizacyjna Straży Granicznej wykonująca kontrolę graniczną osób, towarów i środków transportu bezpośrednio w przejściach granicznych na granicy z Czechosłowacją/Republiką Słowacką

## Formowanie i zmiany organizacyjne
W październiku 1945 Naczelny Dowódca WP nakazywał sformować na granicy państwowej 51 przejściowych punktów kontrolnych.
Graniczna Placówka Kontrolna Łupków powstała w 1945 jako Przejściowy Punkt Kontrolny Łupków (PPK Łupków) nr 30 kolejowy III kategorii o etacie nr 8/12 . Obsada PPK Łupków składała się z 10 żołnierzy i 1 pracownika cywilnego w strukturach 9 Oddziału Ochrony Pogranicza.
W okresie 1946–marzec 1947 Przejściowy Punkt Kontrolny Łupków był w strukturach 8 Rzeszowskiego Oddziału WOP w Przemyślu.
W marcu 1947 sformowano Krośnieńską Komendę WOP w Krośnie w skład której został włączony PPK Łupków.
W latach 1948–1950 Graniczna Placówka Kontrolna Łupków nr 40 (kolejowa) była strukturach 41 samodzielnego batalionu WOP w Krośnie.
Straż Graniczna:
Graniczna Placówka Kontrolna Straży Granicznej w Łupkowie (GPK SG w Łupkowie) została utworzona 11 grudnia 2003 z przemianowana strażnicy Straży Granicznej w Łupkowie (SSG w Łupkowie) w strukturach Bieszczadzkiego Oddziału Straży Granicznej w Przemyślu.
Zgodnie z rozporządzeniem Ministra Spraw Wewnętrznych i Administracji z 22 września 2004, 1 stycznia 2005 GPK SG w Łupkowie została przekazana z Bieszczadzkiego Oddziału SG i podporządkowana komendantowi Karpackiego Oddziału Straży Granicznej w Nowym Sączu.
Jako Graniczna Placówka Kontrolna Straży Granicznej w Łupkowie funkcjonowała do 23 sierpnia 2005 i 24 sierpnia 2005 została przekształcona na Placówkę Straży Granicznej w Łupkowie (PSG w Łupkowie).

## Podległe przejścia graniczne
- Łupków-Palota (kolejowe)
- Balnica-Osadné (turystyczne)[10].

## Strażnice sąsiednie
- Strażnica SG w Cisnej ⇔ Strażnica SG w Komańczy – 11.12.2003.

## Komendanci/dowódcy granicznej placówki kontrolnej
- sierż. Wójcik[11]
- chor. Jan Cięciwa[11]
- chor. Zygmunt Rogoża[11]
- por. Kawałek[11].